# Come imparai ad amare le donne
Come imparai ad amare le donne è un film del 1966 diretto da Luciano Salce.

## Trama
Roberto Monti è un giovane appassionato di motori. Fino a diciotto anni era stato ospitato, suo malgrado, nel collegio che suo padre aveva fondato e, una volta terminati gli studi, trova dapprima lavoro presso un'officina come meccanico, poi come venditore di automobili. La sua attività gli permette di conoscere molte donne, non importa se giovani o mature, con le quali grazie al suo aspetto piacente non ha problemi a intrecciare delle brevi relazioni: una attrice di cinema, una pilota di rally, una dottoressa in fisica nucleare... Tra le donne con cui Roberto ha avventure galanti c'è Laura, una baronessa trentacinquenne, che dirige una casa di mode, mentre la sua amica Olga è proprietaria di una fabbrica di elicotteri. Il suo cuore batte però per Irene, ancora adolescente: per lei Roberto rinuncia al suo lavoro e all'amicizia con Laura. Quando si mette alla ricerca di un posto, Olga, zia di Irene, decide di assumerlo nella sua azienda; in questo modo la ragazza riesce a stringere le maglie della sua rete amorosa e finalmente a convincere Roberto a sposarla.